# 주문진해수욕장

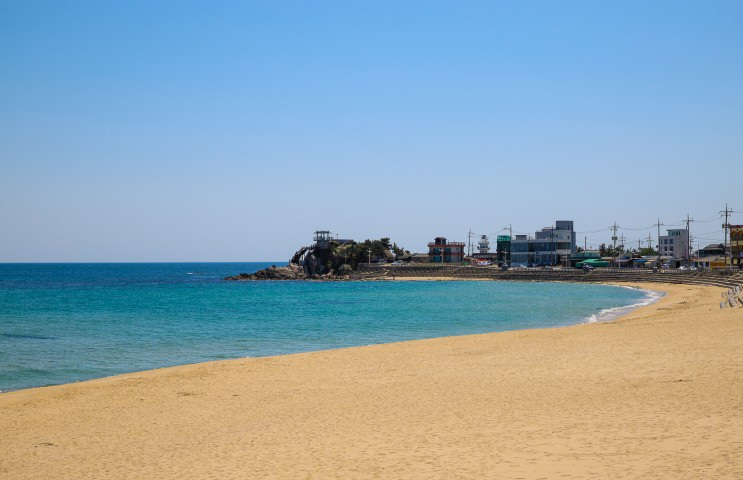

주문진해수욕장(注文津 海水浴場), 또는 주문진 해변(注文津 海邊, Jumunjin Beach)은 강원특별자치도 강릉시 주문진읍 주문리와 향호리에 걸쳐 있는 해변이다.
향호해변에는 낡은 버스 정거장이 있는데, 이 곳에서 2017년 발매된 방탄소년단의 YOU NEVER WALK ALONE 앨범 재킷을 촬영했다.

## 현황
주문진에서 북쪽으로 1.5km 떨어져 있는 강릉 최북단의 해변이다. 주문리와 향호리에 걸쳐 있기 때문에 주문리쪽 해변을 주문해변, 향호리쪽 해변을 향호해변이라고 부르기도 한다. 백사장 규모는 길이 700m, 면적 90,000㎡이다. 경사가 완만하며 수심이 얕고 바닷물이 맑아 한여름 많은 휴양객이 찾는 곳이다. 향호호수가 옆에 있어 사철 담수어 낚시가 가능하며 해변 뒤에 있는 6,600㎡의 울창한 소나무숲에는 공원으로 조성되어 있다.

## 사진

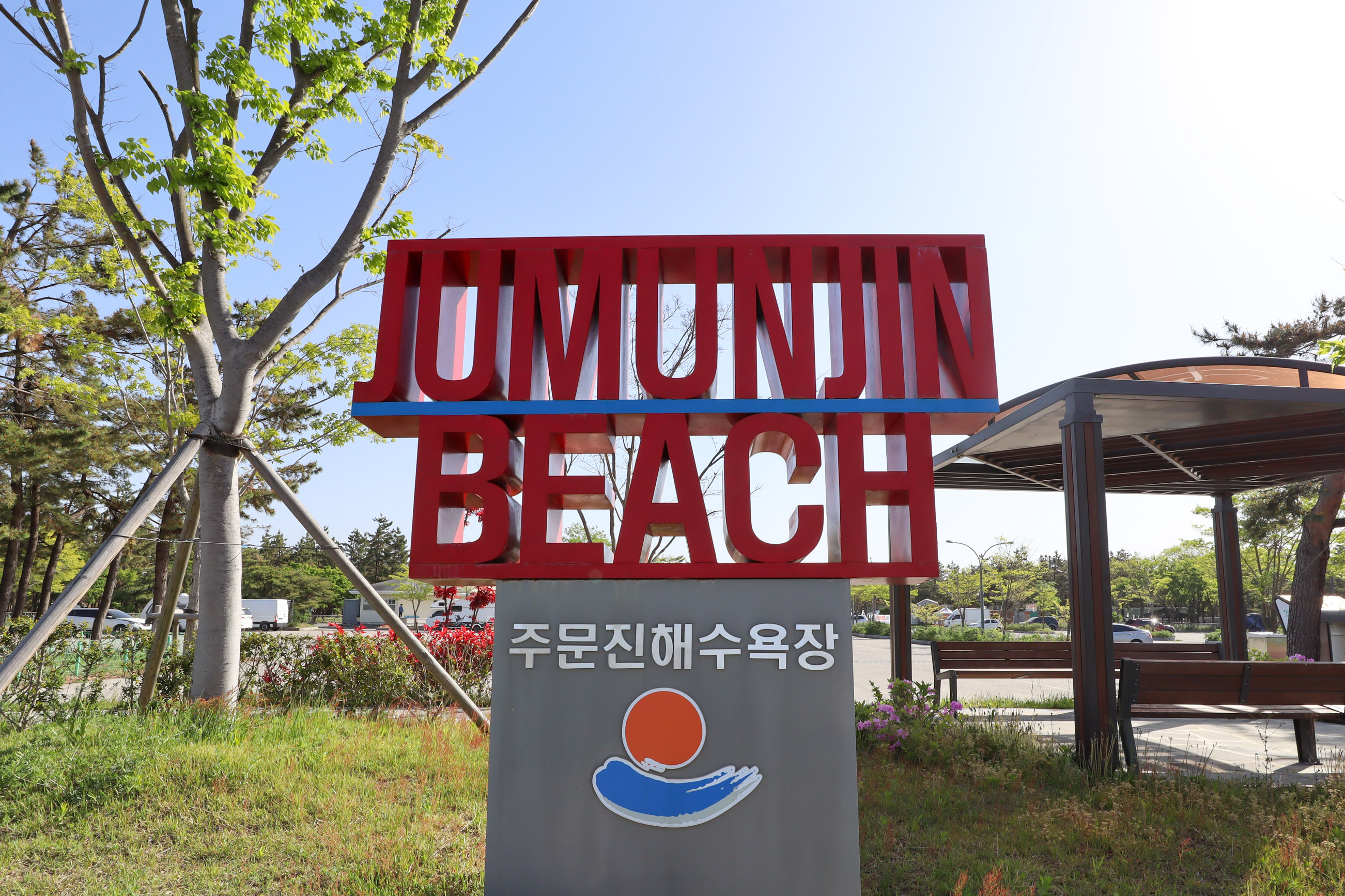
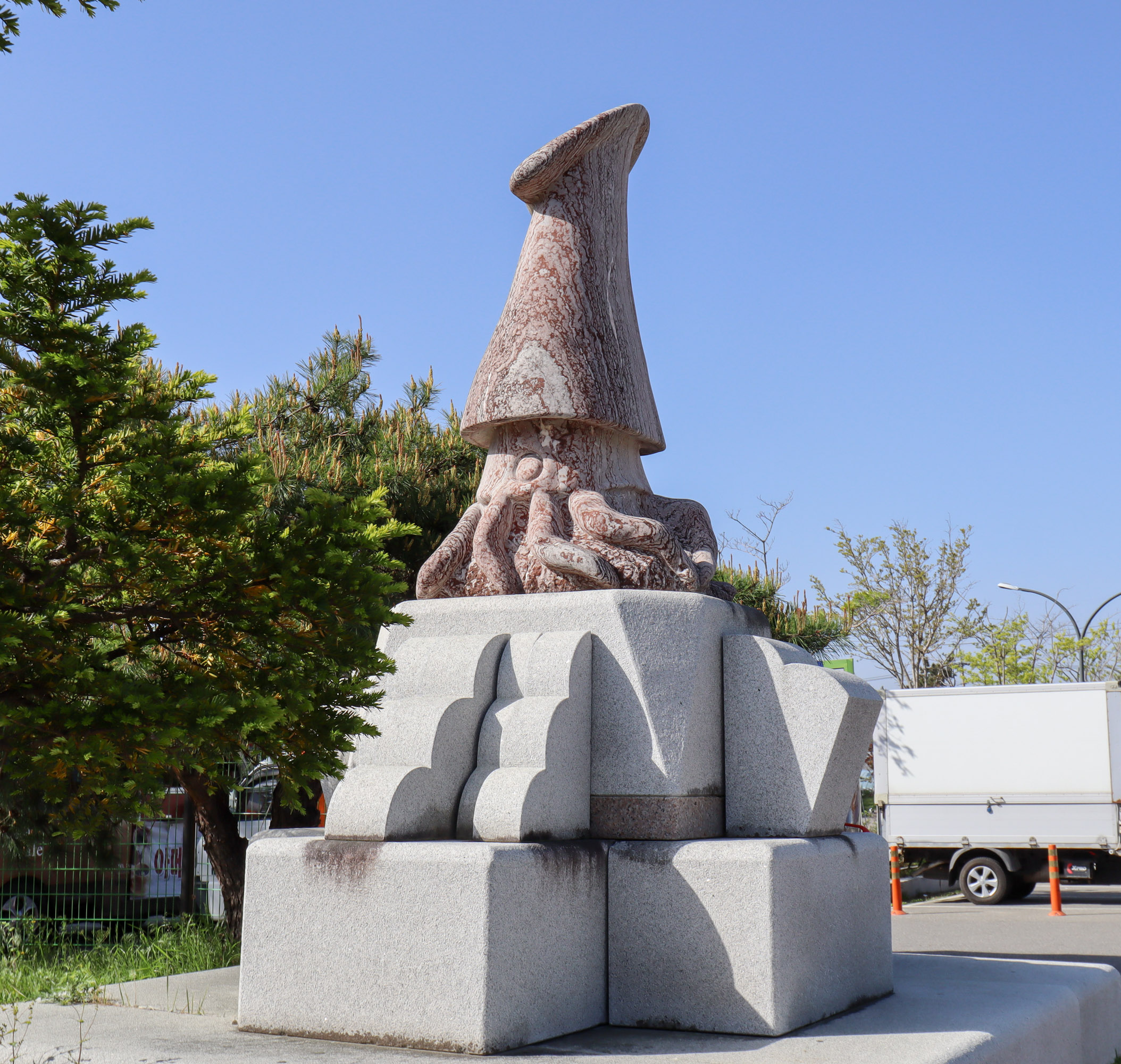
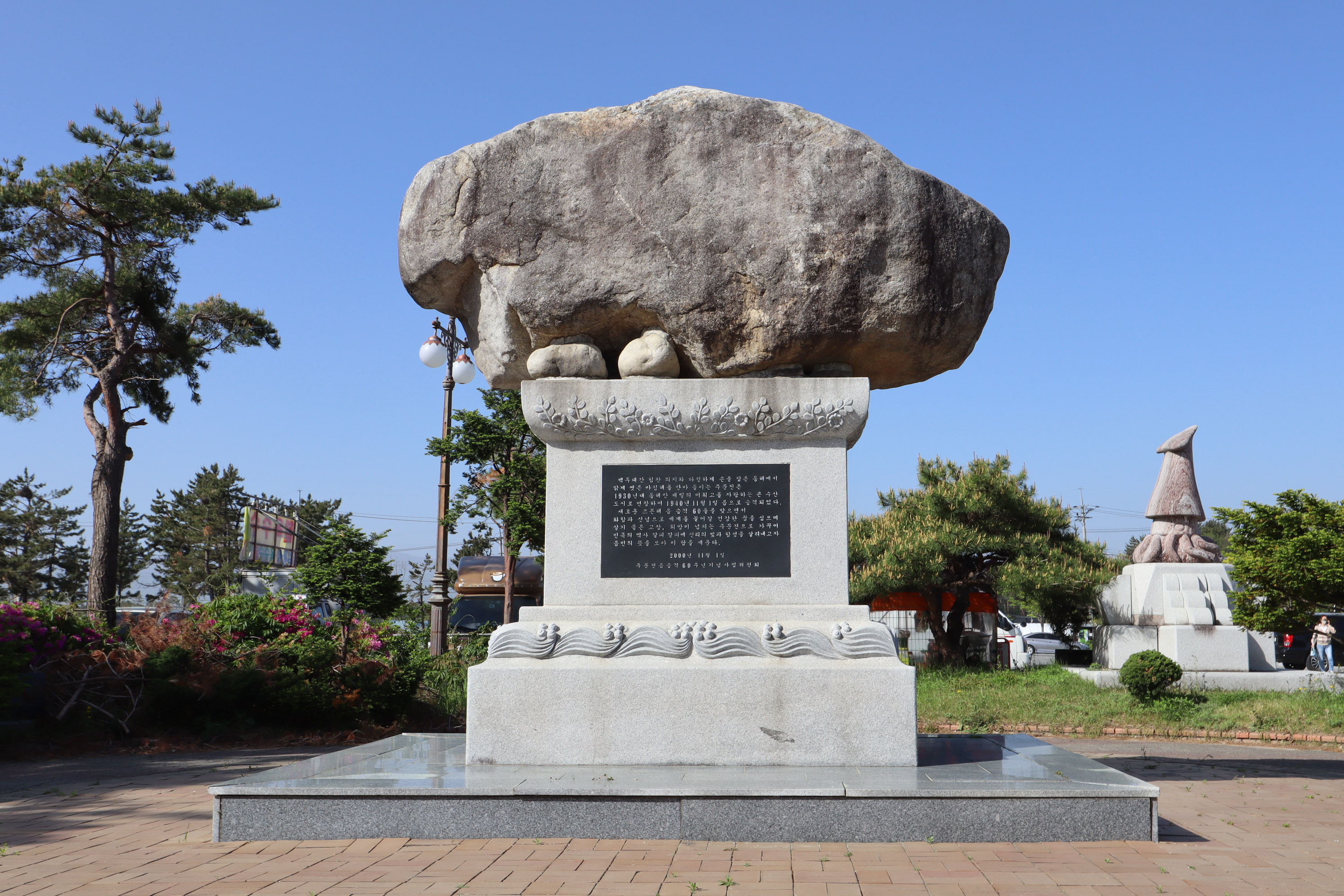
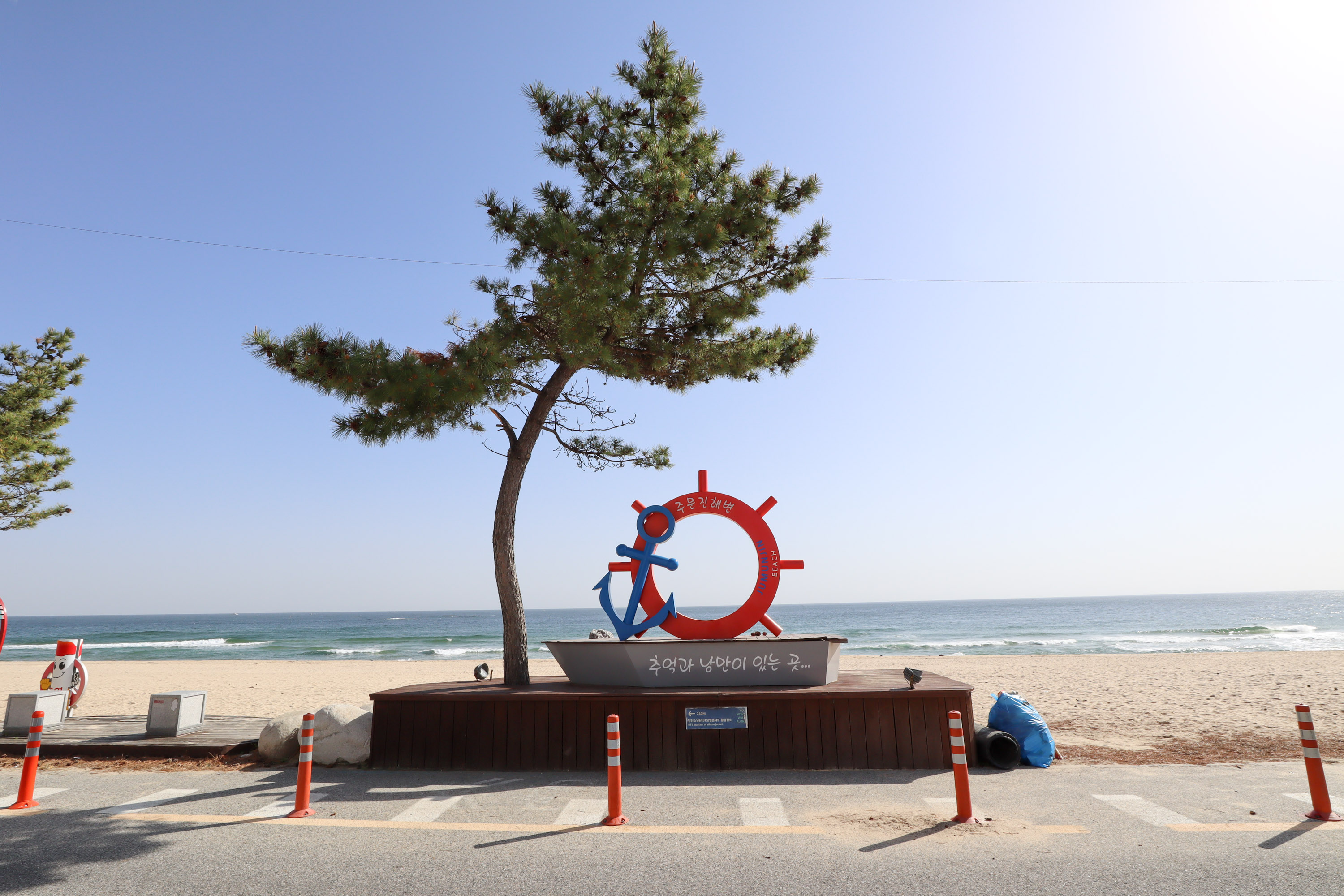
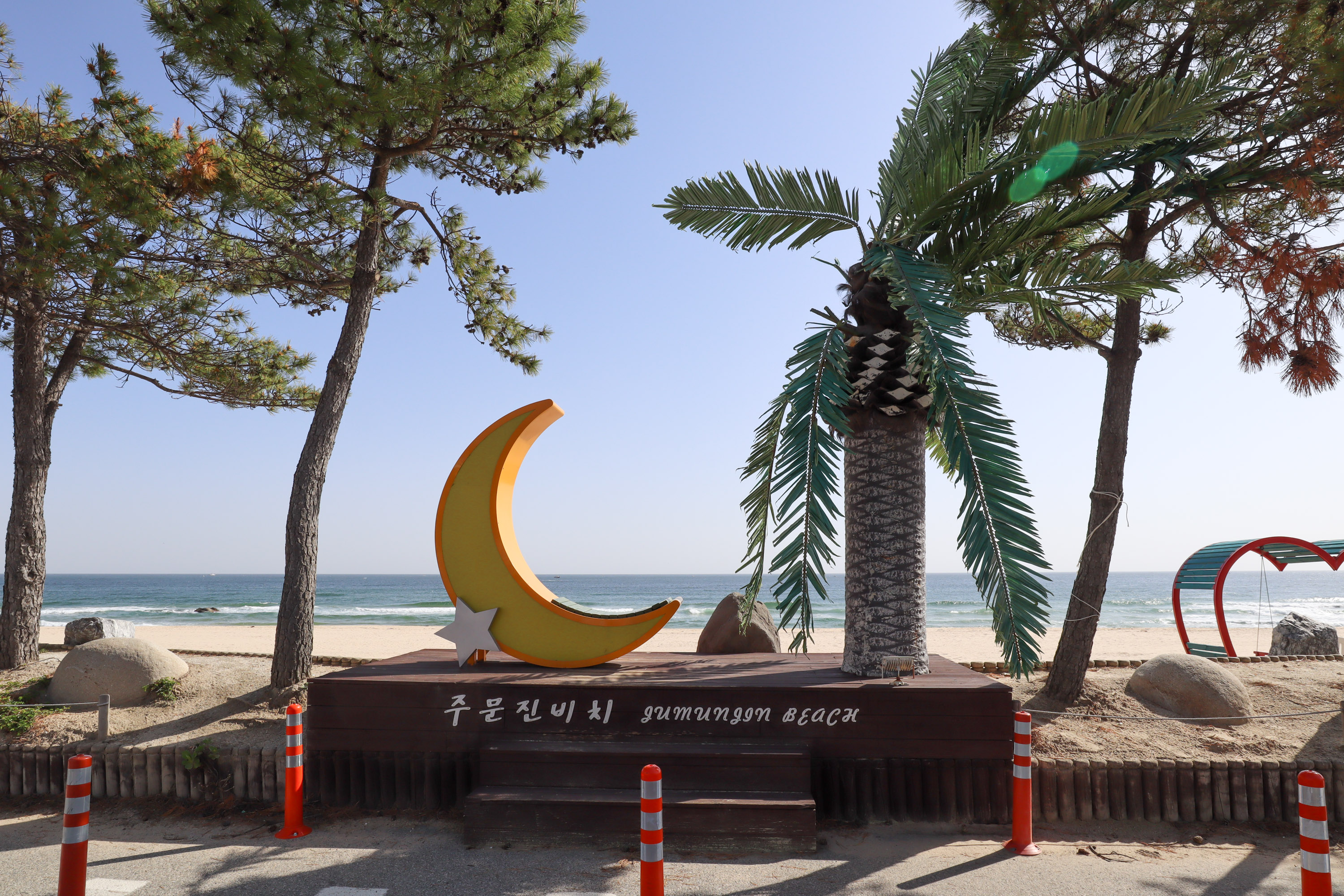
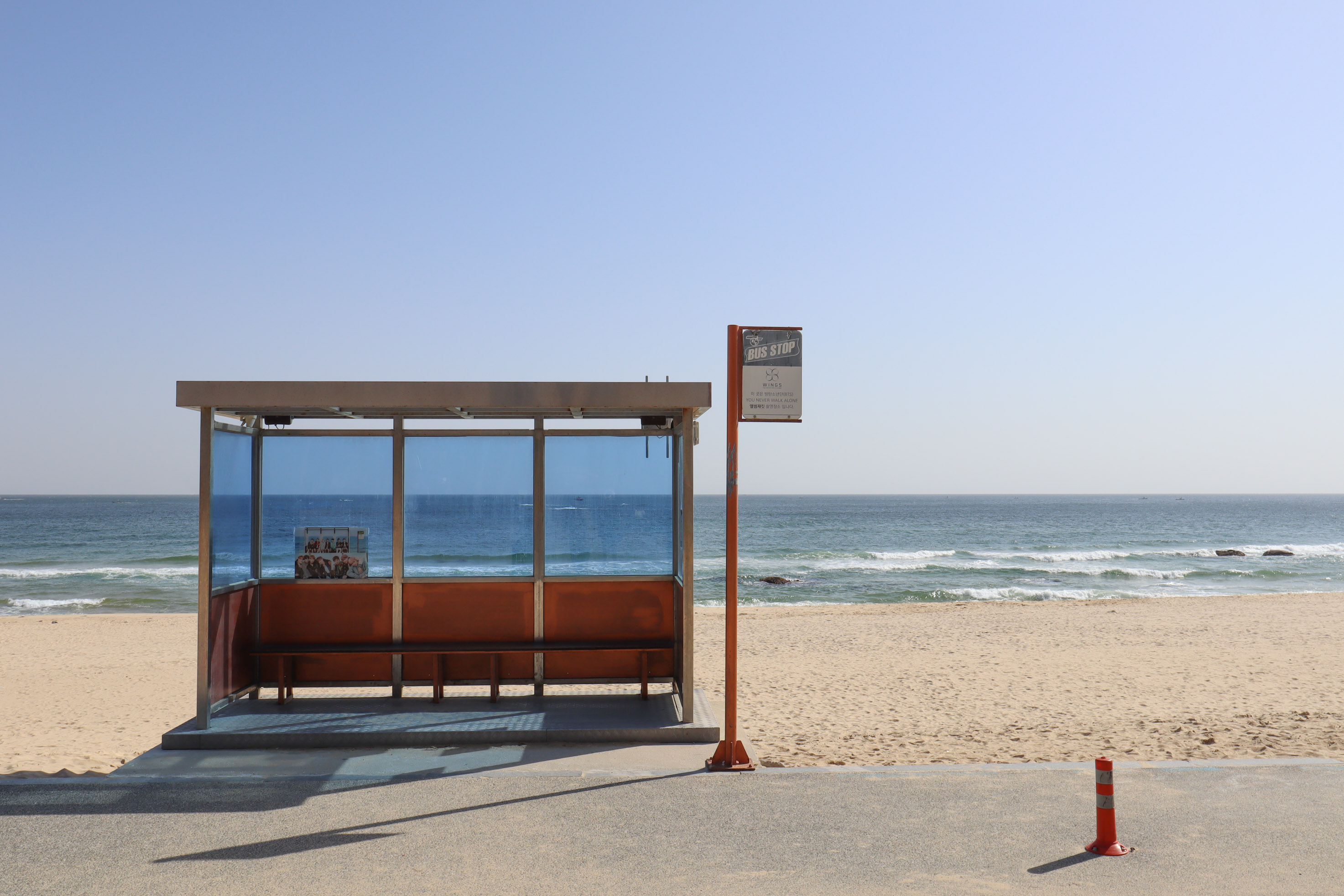
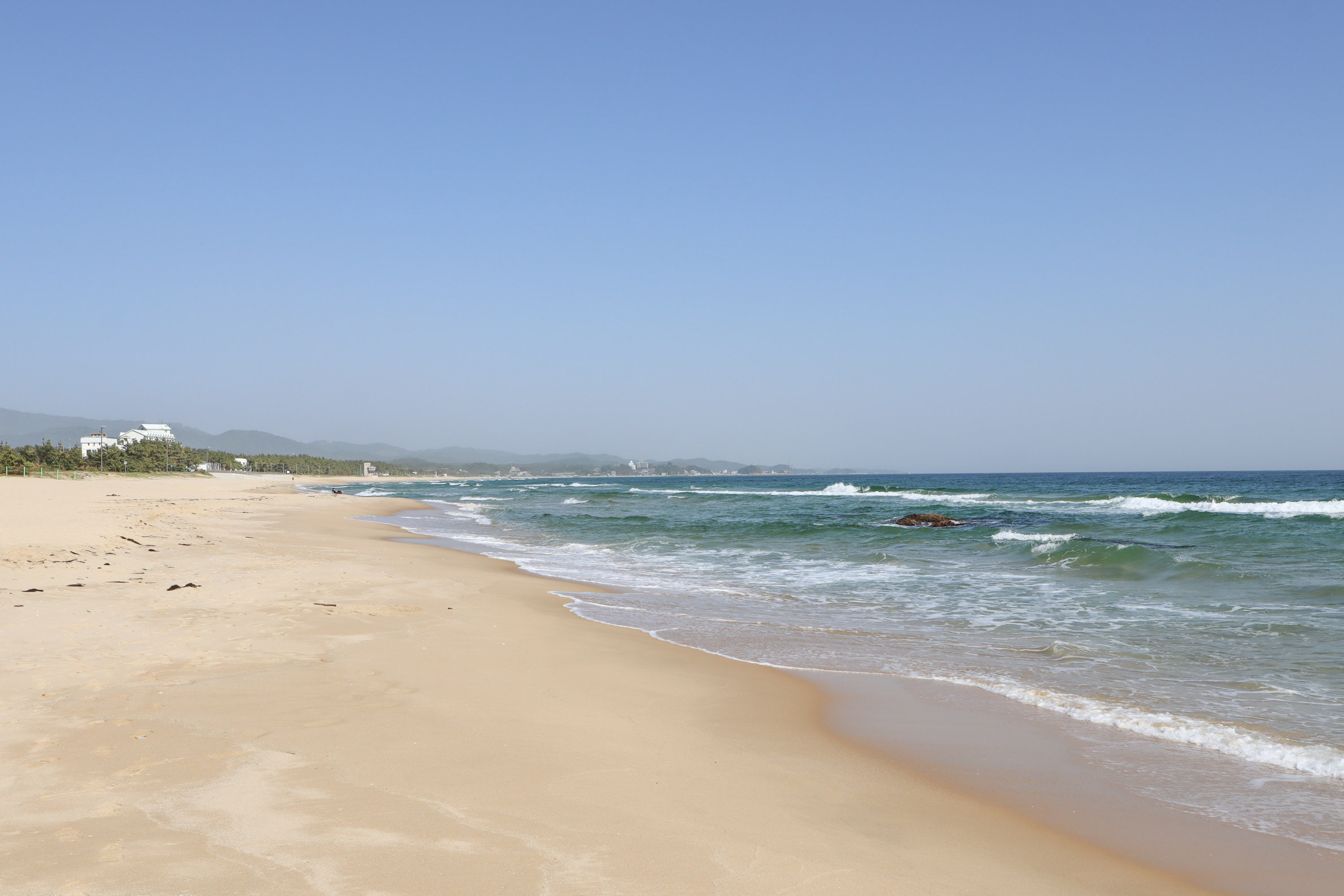
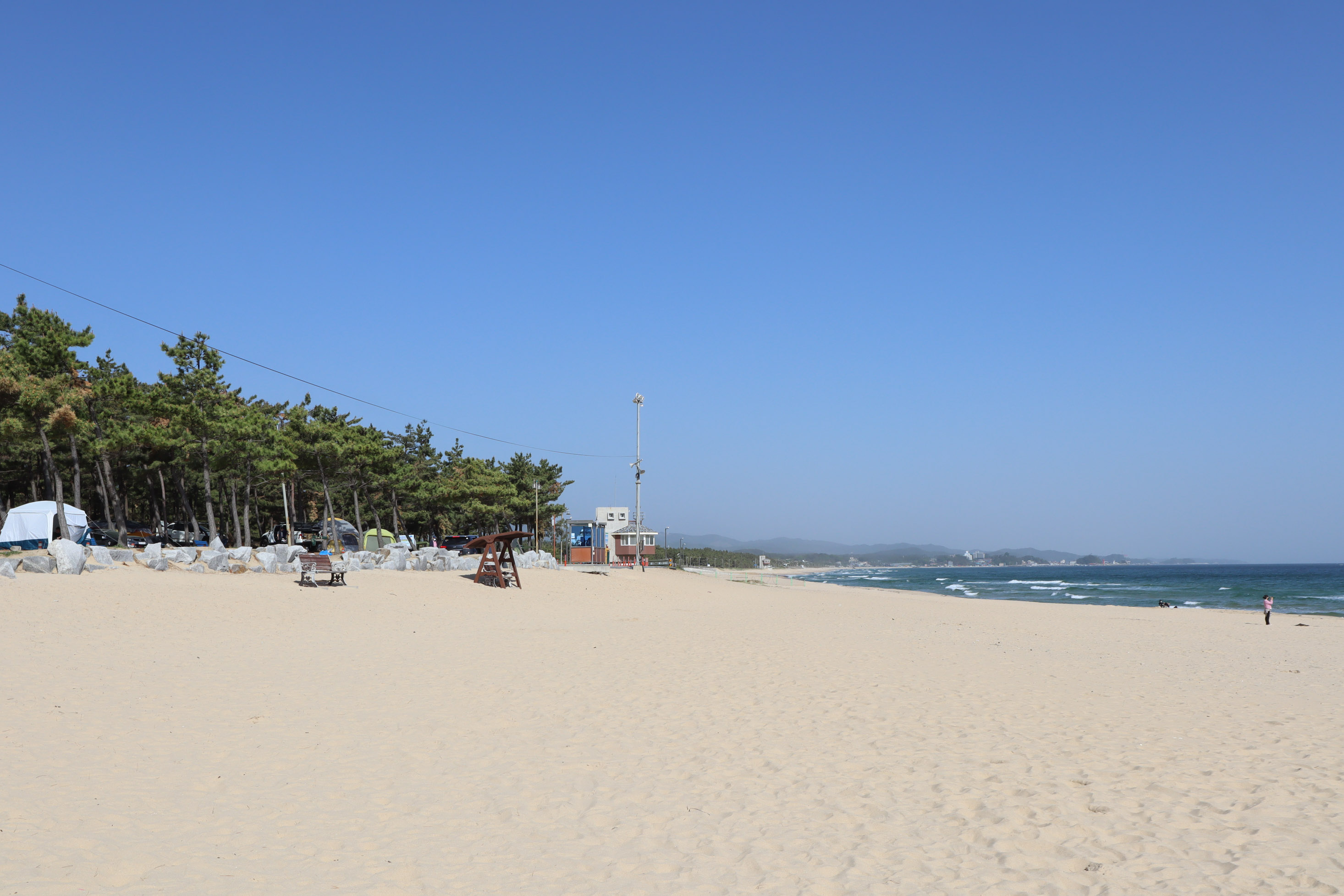
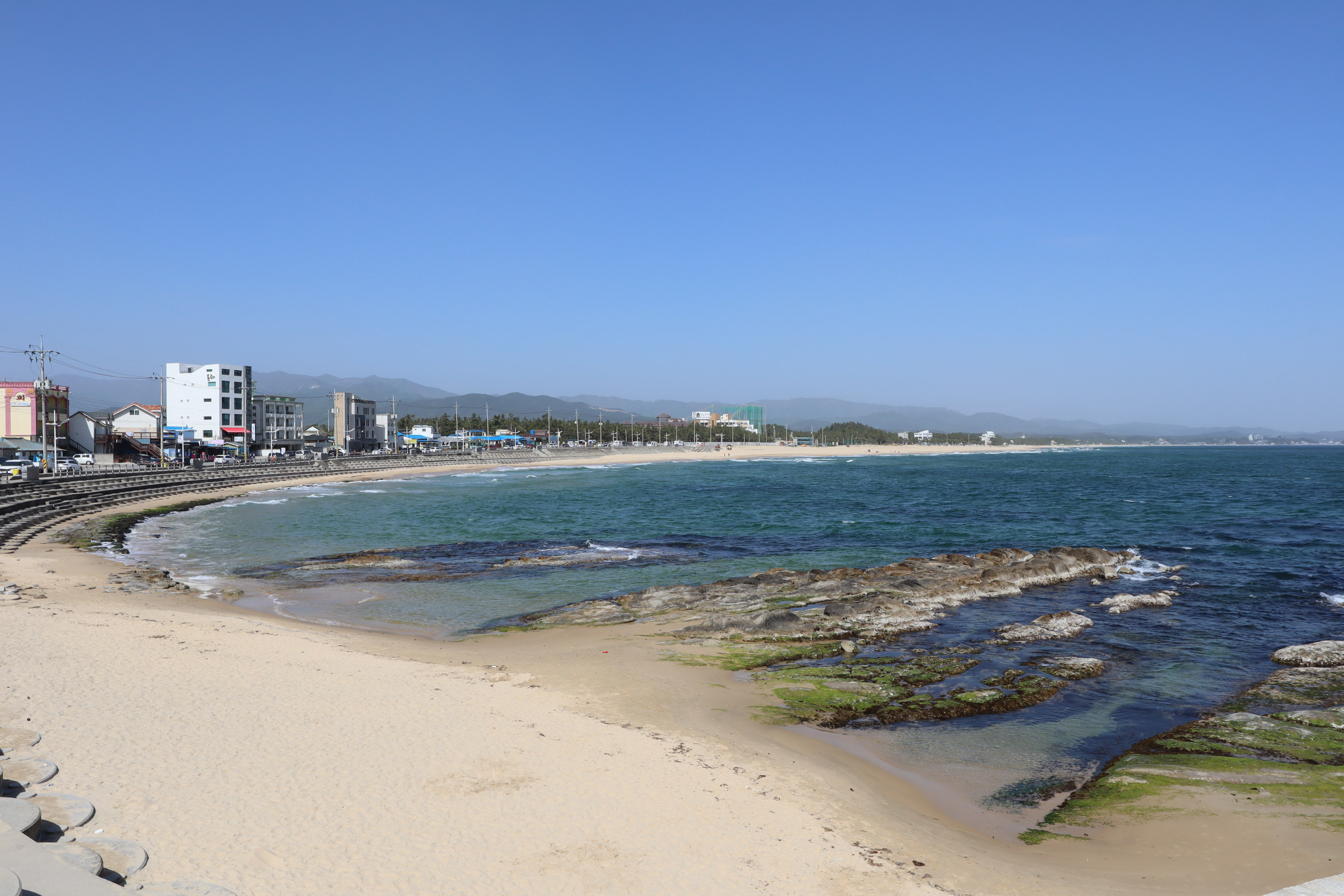
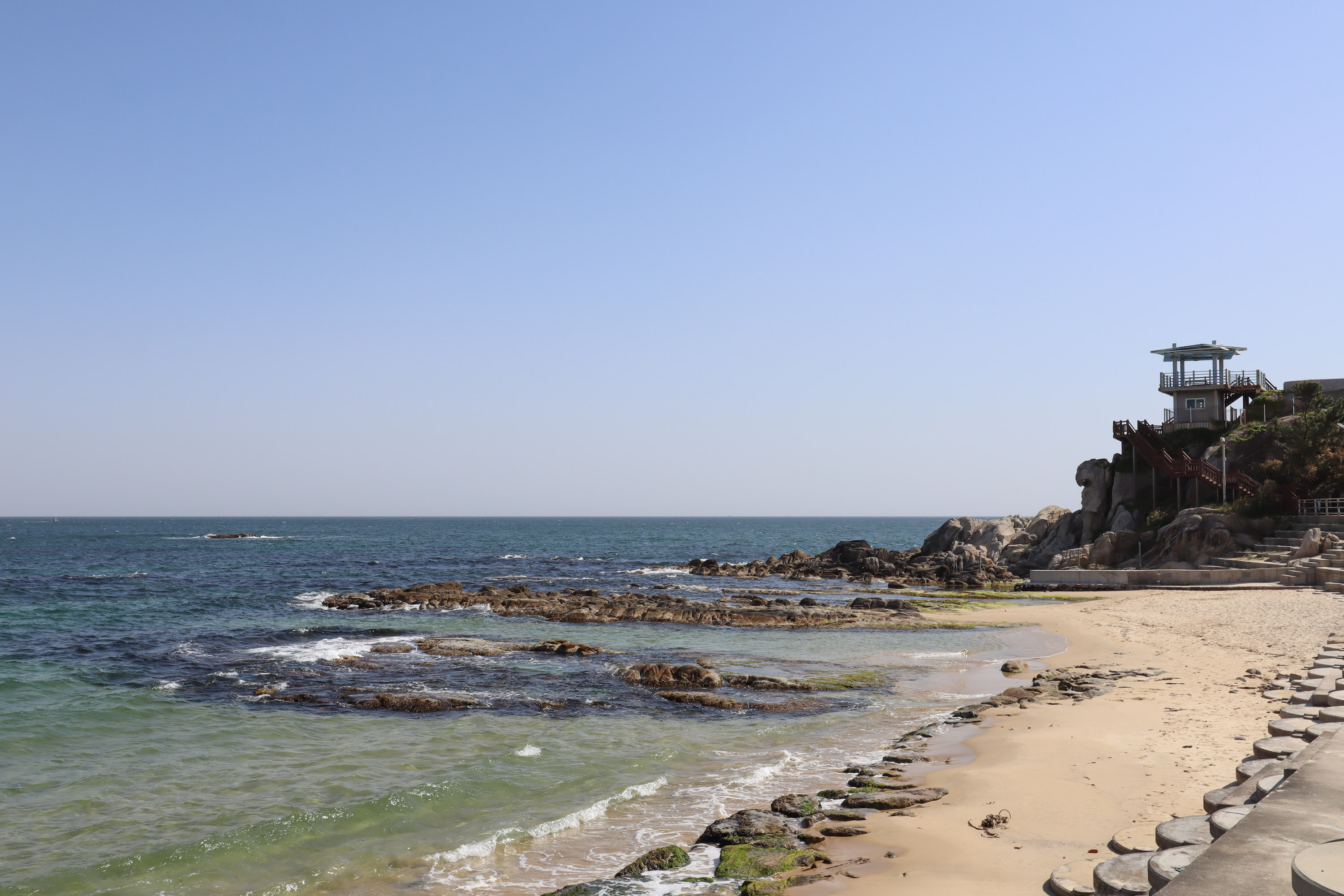
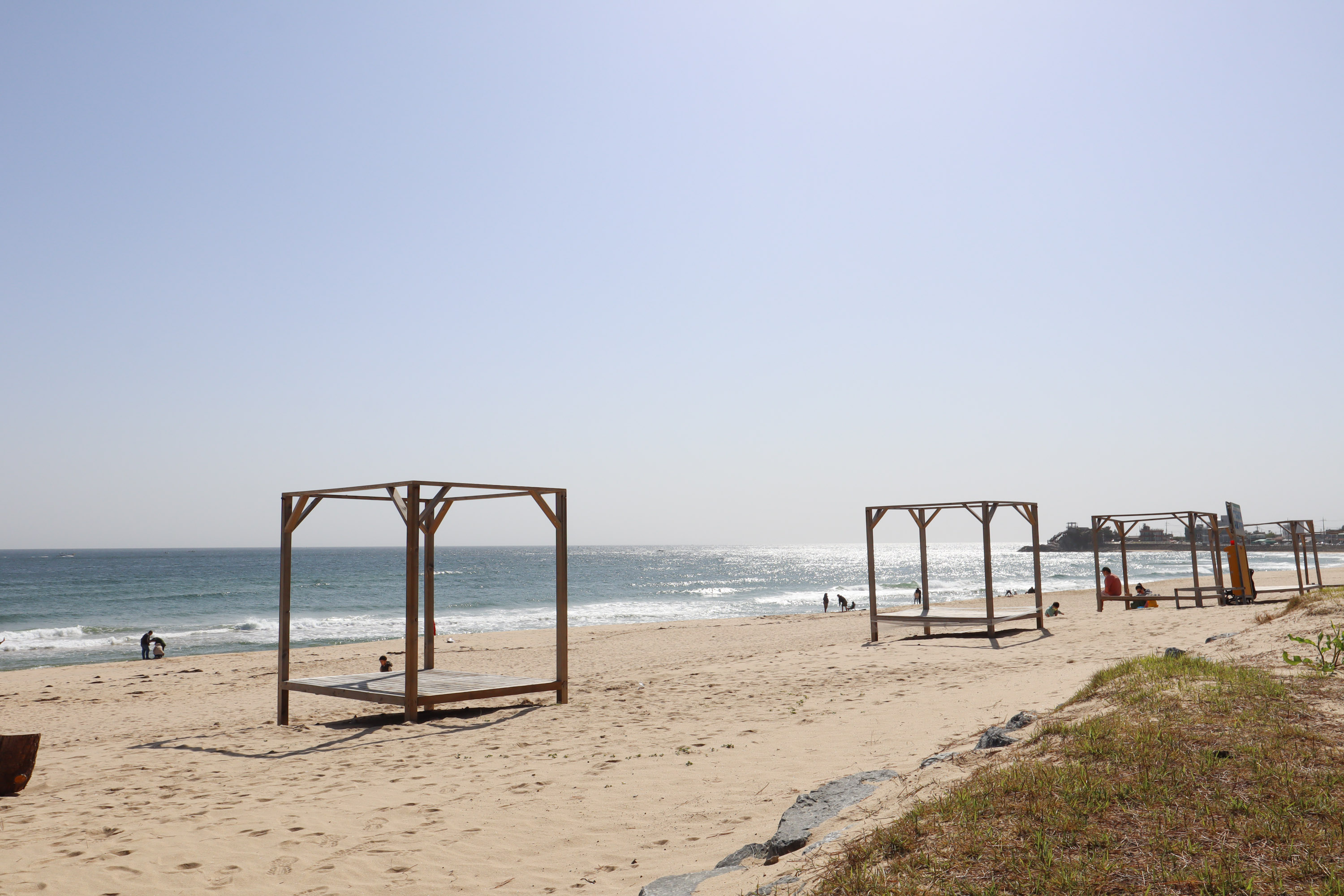
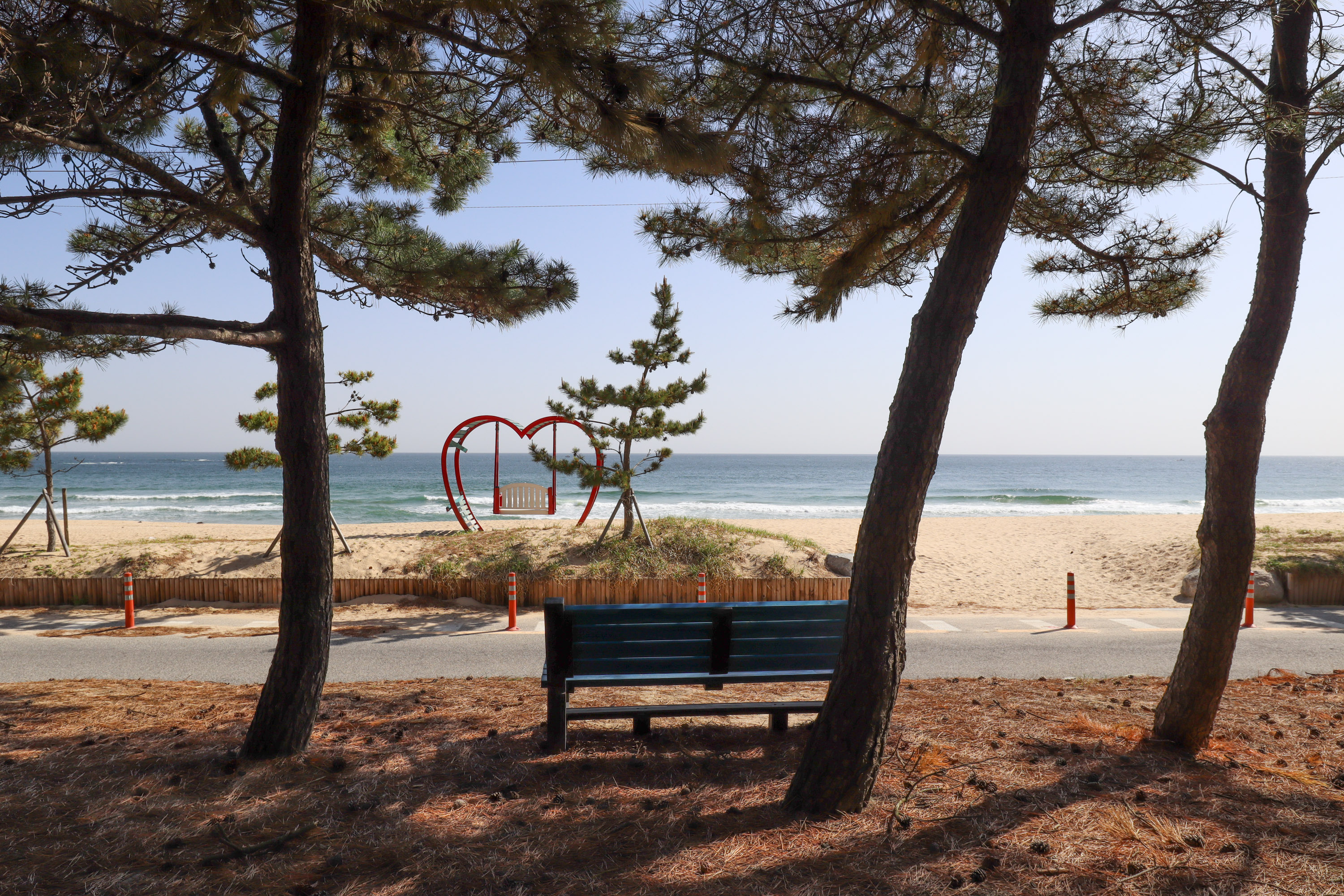